# Bablad Sindagi, Gulbarga
Bablad Sindagi là một làng thuộc tehsil Gulbarga, huyện Gulbarga, bang Karnataka, Ấn Độ.